# Xã Bearfield, Quận Perry, Ohio
Xã Bearfield (tiếng Anh: Bearfield Township) là một xã thuộc quận Perry, tiểu bang Ohio, Hoa Kỳ. Năm 2010, dân số của xã này là 1.677 người.